# Triborough Bridge and Tunnel Authority

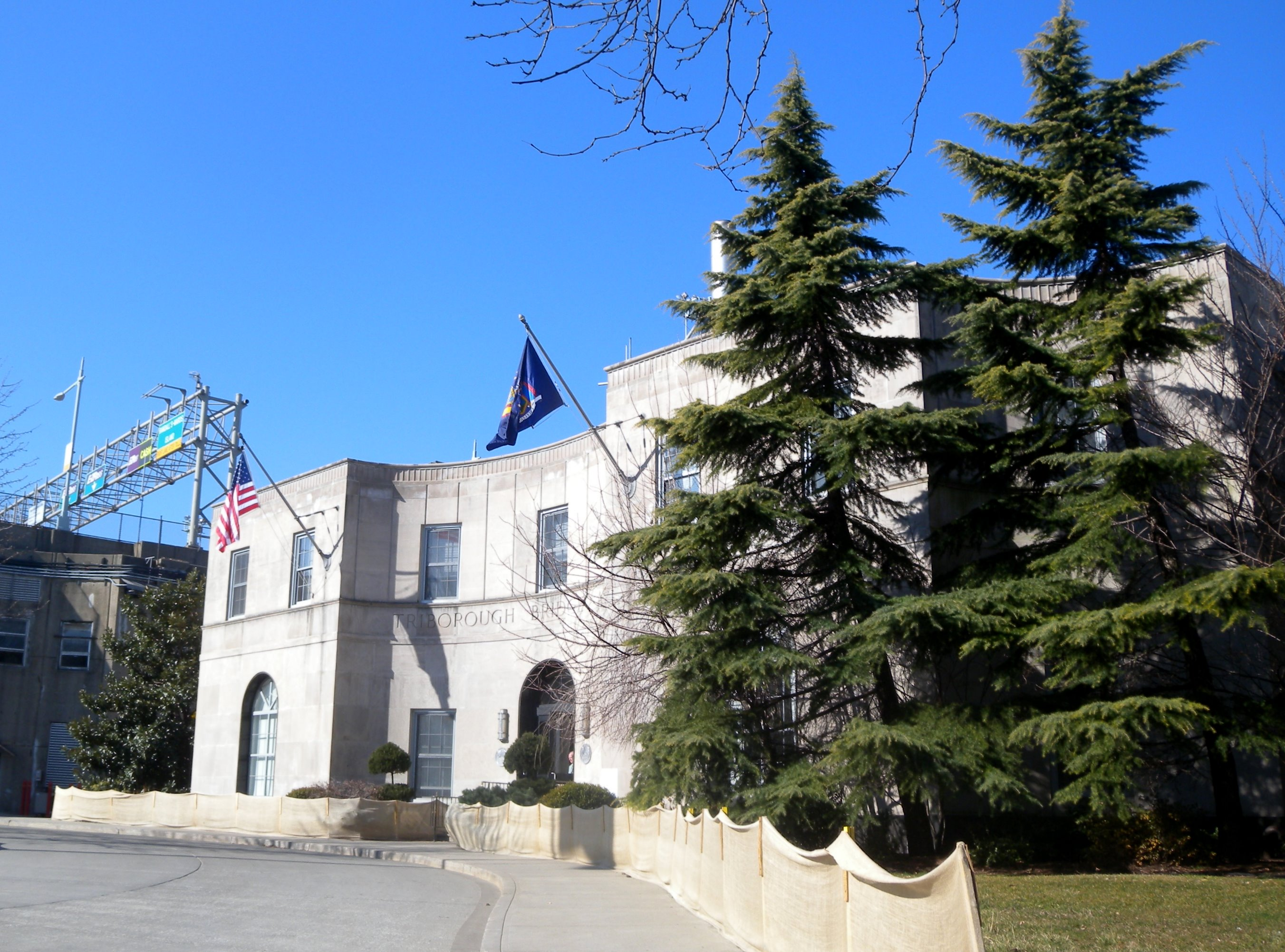
Hauptgebäude der Triborough Bridge and Tunnel Authority auf Randalls Island

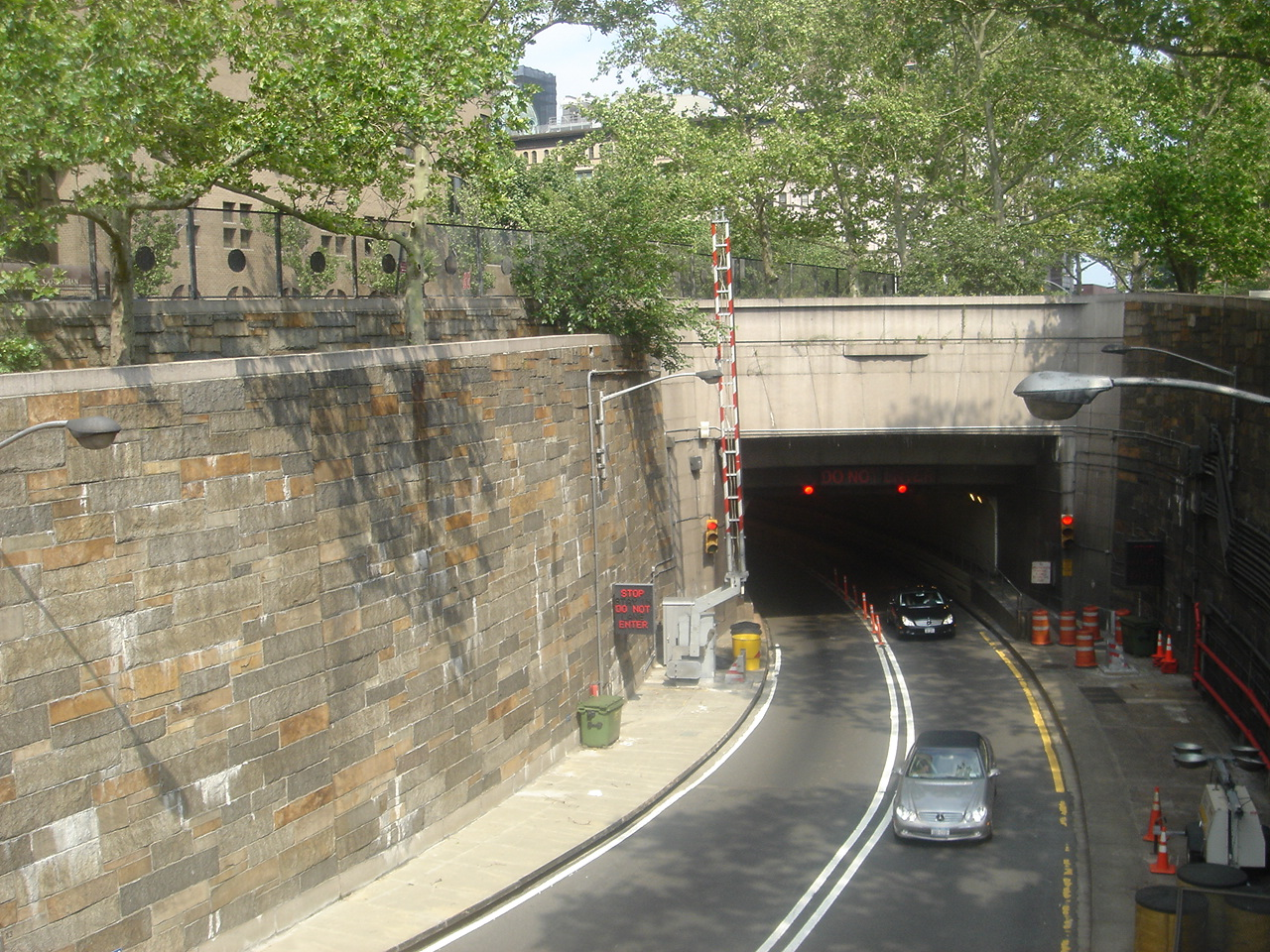
Einfahrt zum Queens–Midtown Tunnel

Die Triborough Bridge and Tunnel Authority (TBTA) betreibt als MTA Bridges and Tunnels mautpflichtige Brücken und Tunnel und erhebt eine Innenstadtmaut in New York City. Sie ist eine Abteilung der Metropolitan Transportation Authority, der Verkehrsgesellschaft des US-Bundesstaats New York.
Gemessen an dem Verkehrsaufkommen von mehr als einer Million Kunden in etwa 800.000 Autos täglich ist die MTA Bridges and Tunnels die größte Brücken- und Tunnelmautagentur in den Vereinigten Staaten. Sie hat jährliche Einnahmen von mehr als 900 Millionen US-Dollar (Stand Ende der 2000er Jahre).

## Bewirtschaftete Verkehrswege
Die sieben Brücken, die von der MTA Bridges and Tunnels unterhalten werden, sind die:
- Robert F. Kennedy Memorial Bridge, ehemals Triborough Bridge, ein Brückenzug aus drei einzelnen Brücken, welche die Stadtbezirke The Bronx, Manhattan und Queens über den Harlem River, den Bronx Kill beziehungsweise den Hell Gate verbindet
- Henry Hudson Bridge zwischen Manhattan und Bronx über den Spuyten Duyvil Creek
- Bronx-Whitestone Bridge zwischen Bronx und Queens über den East River
- Throgs Neck Bridge zwischen Bronx und Queens über den East River
- Verrazzano-Narrows Bridge zwischen Brooklyn und Staten Island über die Meerenge The Narrows
- Marine Parkway-Gil Hodges Memorial Bridge zwischen Queens und Brooklyn über die Jamaica Bay
- Cross Bay Veterans Memorial Bridge zwischen Queens und der Halbinsel Rockaway über die Jamaica Bay.

Zwei Tunnel unterqueren den East River:
- Brooklyn-Battery Tunnel zwischen Brooklyn und Manhattan
- Queens-Midtown Tunnel zwischen Queens und Manhattan

Weitere Brücken und Tunnel in New York werden von dem städtischen New York City Department of Transportation, Verbindungen mit dem Bundesstaat New Jersey von der Port Authority of New York and New Jersey betrieben. Die Triborough Bridge and Tunnel Authority hat ihren Sitz auf Randalls Island.

## Geschichte

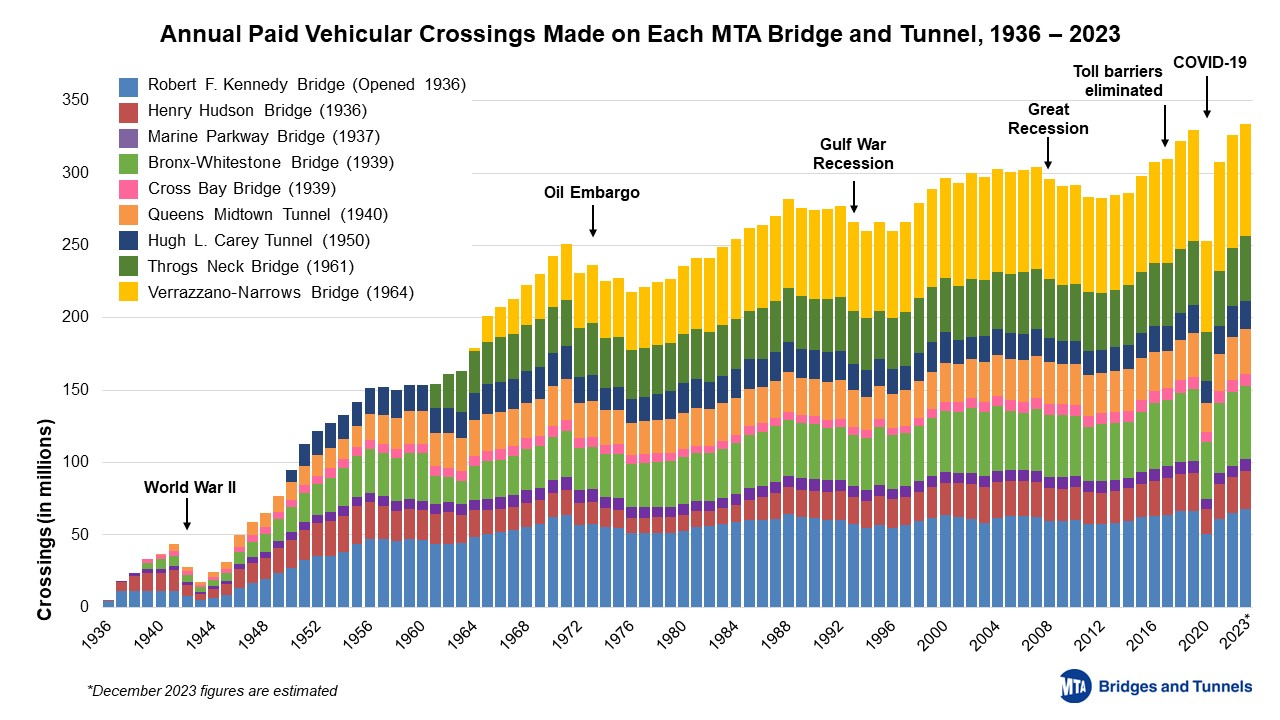
Mautpflichtige jährliche Fahrzeugpassagen der Brücken und Tunnel aufgeschlüsselt für Zeitraum 1936 bis 2023

Gegründet wurde die MTA Bridges and Tunnels im Jahr 1933 als Triborough Bridge Authority von der New York State Legislature als eine gemeinnützige Gesellschaft. Sie sollte die 1929 begonnene Triborough Bridge fertigstellen, deren Bau wegen der finanziellen Schwierigkeiten der Stadt New York während der Great Depression stockte. Die politische Führung des Bundesstaates New York unter Gouverneur Herbert H. Lehman und der Stadt unter Mayor John P. O’Brien ließ die Triborough Bridge Authority gründen, die Bundesmittel aus dem Aufbaufonds der Reconstruction Finance Corporation erhalten sollte und unabhängig von den Kernhaushalten öffentliche Anleihen begeben konnte. Das nach Fertigstellung absehbar stetige Einkommen durch die Brückenmaut diente zur Refinanzierung der Anleihen.
Unter der Leitung des Stadtplaners Robert Moses entwickelte sich die Triborough Bridge Authority rasch zu einer unabhängigen und sich aus den Mauteinnahmen selbst finanzierenden Behörde mit vielfältigen verkehrs- und städtebaulichen Aktivitäten. Im Jahr 1946 wurde sie in Triborough Bridge and Tunnel Authority umbenannt. Robert Moses leitete sie bis fast zu seinem 80. Lebensjahr, als der Bundesstaat sie 1968 in eine Abteilung der Metropolitan Transportation Authority überführte. Der Vorstand der Metropolitan Transportation Authority ist seitdem zugleich Vorstand der Triborough Bridge and Tunnel Authority.
Seit 1994 tritt sie unter dem Namen MTA Bridges and Tunnels als Teil der MTA-Markenfamilie in Erscheinung.

## Central Business District Tolling Program

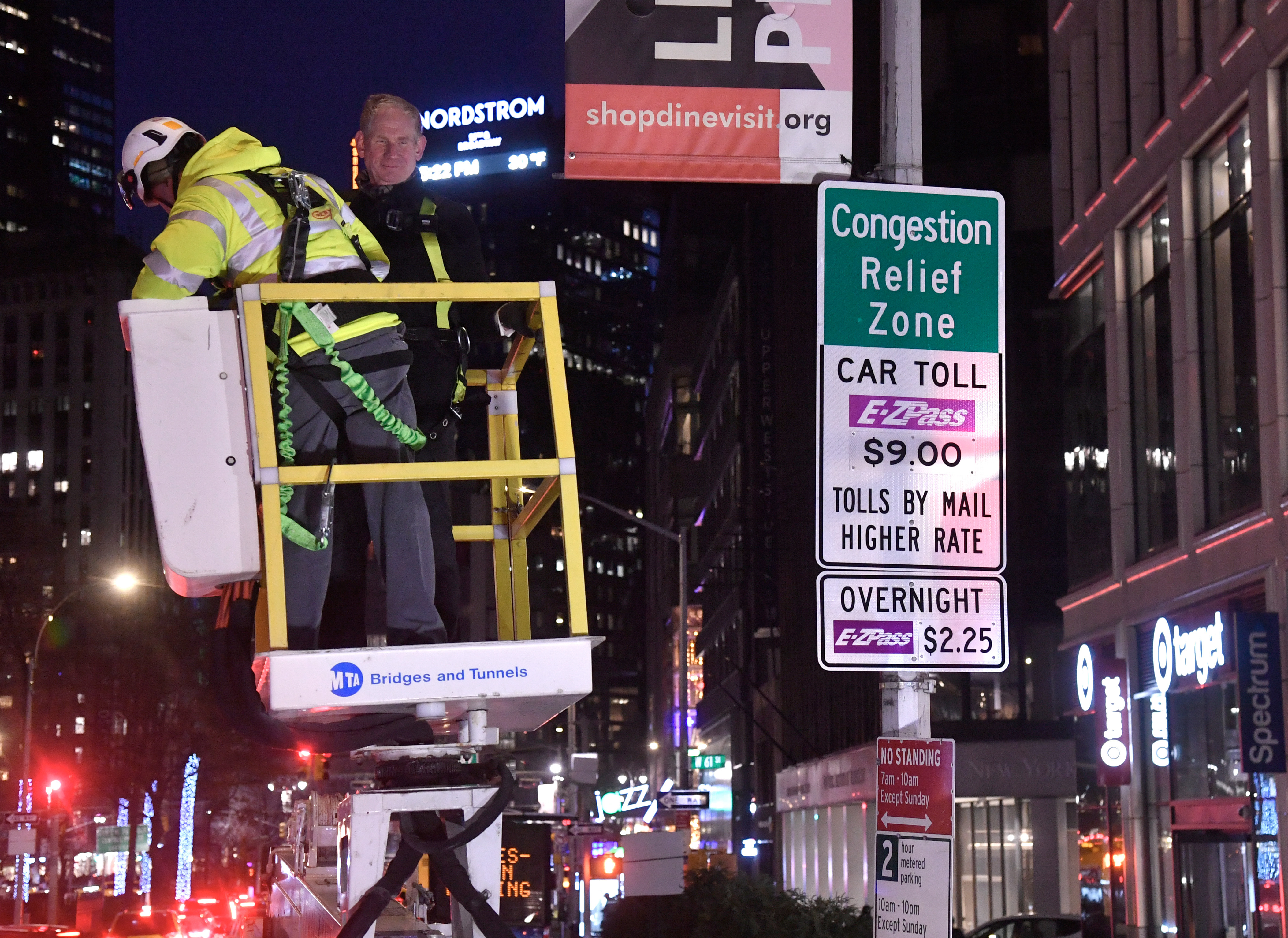
Verkehrszeichen zur New Yorker Innenstadtmautzone, enthüllt durch MTA-Vorsitzenden Lieber (2025)

Eine umgangssprachlich Congestion Pricing ‚Stau-Bepreisung‘ genannte flächenhafte Innenstadtmaut für Teile von Manhattan wird durch die MTA Bridges and Tunnels seit dem 5. Januar 2025 erhoben. Die Einrichtung des Central Business District Tolling Program ‚Mautprogramm für das Hauptgeschäftsviertel‘ wurde am 1. April 2019 als Teil des Jahreshaushaltplans des Staates New York gesetzlich verankert.:18 Alle Erlöse sollen als zweckgebundene Abgabe an die Metropolitan Transportation Authority fließen.
Die Maut wird jeden Tag für alle Kraftfahrzeuge bei deren erster Einfahrt in die Mautzone erhoben. Es gibt einen tageszeitabhängigen Preis mit Ermäßigungen oder Aufschlägen für bestimmte Personengruppen und Arten von Fahrzeugen. MTA Bridges and Tunnels wickelt die Erfassung mit Kennzeichenscannern, die der Business-Process-Outsourcing-Anbieter Conduent Transportation, eine Ausgliederung aus Xerox, betreibt, und mit Transpondern über das etablierte Mautsystem E-ZPass ab.
Die Mautzone umfasst Lower Manhattan und Midtown Manhattan südlich der 60. Querstraße, also alle Bereiche südlich einer gedachten Grenzlinie zu Upper Manhattan auf Höhe des Südrands des Central Park. Sie deckt den für statistische Zwecke als „Manhattan Central Business District“ definierten Bereich ab. Im Jahr 2019 gab es in diesem Bereich knapp 2 Millionen Arbeitsplätze:11 und knapp 3,9 Millionen Personen, die in ihn an einem typischen Herbsttag einpendelten:10. Nicht bepreist werden die Manhattan entlang der Ufer umgrenzenden Schnellstraßen West Side Highway, Franklin D. Roosevelt East River Drive und der Battery Park Underpass.
Der Rechtsrahmen für das Central Business District Tolling Program ist das Value Pricing Pilot Program, das zwischen der Bundesbehörde Federal Highway Administration, der Metropolitan Transportation Authority und dem New York State Department of Transportation des Bundesstaats vereinbart wurde. Das Verkehrsministerium der Vereinigten Staaten unter Minister Buttigieg gab im März 2021 eine Anschubfinanzierung frei. Die Federal Highway Administration erteilte ihre Zustimmung im Mai 2023.:18–19 Die Umsetzung der Mautzone war Wahlkampfthema vor den Wahlen zu den Staatsparlamenten und den Gouverneurswahlen 2022. Als erster Tag der Mauterhebung war zunächst der 30. Juni 2024 geplant, aber Gouverneurin Kathy Hochul setzte das Programm 25 Tage vor diesem Termin aus.
Nach Ablauf der Wahlen in den Vereinigten Staaten 2024 kündigte Gouveurin Hochul an, die Innenstadtmaut ab dem 5. Januar 2025 erheben zu lassen. Die bis dahin auf Weisung der Gouverneurin noch verweigerte Unterschrift des New York State Department of Transportation unter die Vereinbarung zum Value Pricing Pilot Program wurde im November geleistet, und eine Nachprüfung durch die Federal Highway Administration bestätigte am 22. November 2024, dass der Umsetzung keine rechtlichen Hindernisse mehr im Weg standen. Der benachbarte Bundesstaat New Jersey strengte gegen die Entscheidungsfindung der Federal Highway Administration eine Klage vor dem United States District Court im Gerichtsbezirk New Jersey an, der vom Appellationsgericht keine aufschiebende Wirkung zuerkannt wurde, aber bei dem eine Entscheidung auch nach Inkrafttreten der Mautzone noch ausstand.

## Triborough Bridge and Tunnel Authority Police
Die MTA Bridges and Tunnels beschäftigt insgesamt 966 fest angestellte sogenannte Brücken- und Tunnelbeamte (Bridge and Tunnel Officers), die das vorwiegend befristet angestellte Personal beim Einkassieren der Straßenmaut unterstützen. Die Hauptaufgabe liegt in der Übernahme von Polizeiaufgaben, wie zum Beispiel Geschwindigkeitskontrollen durchzuführen und bei Unfällen den Verkehr zu regeln. Dazu sind sie mit markierten Streifenwagen ausgerüstet, auch Streifen zu Fuß gehören zu ihren Aufgaben. Die Offiziere sind befugt, Festnahmen durchzuführen und Waffen zu tragen, beteiligen sich aber auch bei Sonderaktionen wie der Sperrung der Verrazzano-Narrows Bridge beim New-York-City-Marathon. Diese Polizeiorganisation arbeitet eng mit dem New York City Police Department zusammen.